# 臺南市立安南醫院
臺南市立安南醫院，簡稱安南醫院（英語：Tainan Municipal An-Nan Hospital）是位於臺南市安南區的區域教學醫院，基地為臺南市立仁愛之家舊址，2010年2月臺南市政府委託由中國醫藥大學以BOT模式興建經營，2013年2月正式啟用，主要診治科別為急性疾病及慢性疾病、復健科及精神照護。

## 歷史
臺南市政府為改善臺南市北門附近區域（安南區、佳里區、學甲區、西港區、七股區、將軍區、北門區、安定區）醫療資源不足，沒有大型醫院的狀況並且讓民眾能夠及時就醫不需要跨區到成大醫院、奇美醫院等大型醫院就醫所設立的綜合醫院。本案由衛生局主辦，共計有兩個申請人分別為中國醫藥大學及奇美醫院，最後由中國醫藥大學勝出。醫院使用面積約4.18公頃由拆除臺南市市立仁愛之家取得（原市立仁愛之家遷移至社福園區怡園2樓），由第一期的醫療大樓（地上10樓、地下2樓）及第二期的復健大樓（地上7樓、地下1樓)）組成。現已開設急性一般病床529床(含急性精神病床30床)、加護病床60床、慢性精神病房114床、護理之家152床、產後護理之家70床，合計925床。
- 2010年：
  - 6月23日，中國醫藥大學得標，安南醫院BOT簽約，營運期限為50年（附約為興建並贈與市政府仁愛之家公費老人及育幼中心設施，後來改為將興建經費新台幣4000萬元捐贈給臺南市政府[4]）
- 2012年：
  - 12月17日，取得使用建物執照
- 2013年：
  - 1月2日，取得開業執照，試營運。同月份完成首例開腦手術
  - 2月2日，安南醫院正式開幕
  - 3月1日，誕生首位新生兒。同月份完成首例開心手術
  - 4月30日，通過一般級急救責任醫院驗證
- 2014年：
  - 2月17日，急診部與中醫部合療揭牌[5]
  - 5月17日，圖書室開幕
  - 11月13日，通過中度級急救責任醫院評鑑
  - 12月24日，檢驗科實驗室通過TAF國際認證（驗證項目：血清、血漿、指尖血、全血檢驗）。
- 2015年：
  - 1月1日，升格成為教學醫院
  - 1月30日，成立國家級災難醫療隊
  - 12月，通過美國醫療機構認證聯合委員會（英语：Joint Commission）（JCIA）評鑑[6]

## 組織

### 醫療部門
- 西醫部門：內科部、外科部、婦兒科、特別專科（含急診、健檢中心）
- 中醫部門：中醫部

### 行政及支援部門
- 行政部門：院長室、經營服務中心、醫療品質中心、資訊室、人事室、行政室、總務室、職安室、醫行室、醫事室、社會工作室、會計室、資材室、教學研究部

- 醫事與護理部門：護理部、檢驗部、藥劑科、感染管制小組

- 產後護理之家

- 護理之家

## 歷任院長
| 任次 | 姓名   | 就任時間     | 卸任時間      | 備註 |
| ---- | ------ | ------------ | ------------- | ---- |
| 1    | 林欣榮 | 2013年1月2日 | 2015年2月27日 |      |
| 2    | 林瑞模 | 2015年3月1日 | 2021年2月28日 |      |
| 3    | 林聖哲 | 2021年3月1日 | 現任          |      |

## 交通
| 安南醫院社區接駁車 |          |                          |                                          |          |      |
| 路線               | 經營業者 | 起站                     | 經過站                                   | 迄站     | 備註 |
| 學甲線             | 安南醫院 | 學甲區慈濟宮             | 學甲區公所、西港郵局                     | 安南醫院 |      |
| 安定善化新市線     | 安南醫院 | 安定區蘇厝里長興宮       | 善化中山路、新市火車站、港口慈安宮       | 安南醫院 |      |
| 北港附醫線         | 安南醫院 | 中國醫藥大學北港附設醫院 | 嘉義高鐵站接送區                         | 安南醫院 |      |
| 北門線             | 安南醫院 | 北門區保安宮             | 善化中山路、新市火車站、安定區港口里慈安宮 | 安南醫院 |      |
| 臺南火車站線       | 安南醫院 | 臺南火車站               | 臺南公園、安順派出所、仁愛之家           | 安南醫院 |      |

| 大台南公車路線 |          |                    |                  |                  |                                                                 |
| 路線           | 經營業者 | 起站               | 途經             | 迄站             | 備註                                                            |
| 18             | 府城客運 | 西門健康立體停車場 | 臺南火車站       | 和順轉運站       | - 部分班次延駛國民路。 - 平日部分班次繞駛北安路。               |
| 20             | 巨業交通 | 仁德轉運站         | 永康火車站、鹽行 | 安南醫院         |                                                                 |
| 904            | 巨業交通 | 永康臨時轉運站     | 海東國小         | 鹿耳門天后宮     | - 部分班次延駛四草。                                            |
| 905            | 統聯客運 | 永康臨時轉運站     | 十二佃           | 聖母廟（城安路） |                                                                 |
| 橘3            | 興南客運 | 善化轉運站         | 安定             | 和順轉運站       | - 部分班次繞駛中榮里。 - 部分班次延駛臺南轉運站，不經安南醫院。 |
| 橘11           | 興南客運 | 下營區公所         | 麻豆轉運站、西港 | 安南醫院         | - 部分班次延駛臺南轉運站，不經安南醫院。                        |

## 外部連結
- 臺南市立安南醫院 （页面存档备份，存于）